# فيليس بيركنز
فيليس بيركنز (بالإنجليزية: Phyllis Perkins) هي عدائة المسافات المتوسطة بريطانية، ولدت في 22 فبراير 1934 في هورفيلد ‏ في المملكة المتحدة.

## وصلات خارجية
- فيليس بيركنز على موقع أوليمبيديا (الإنجليزية)